# Витос, Винценты
Винценты Витос (пол. Wincenty Witos; 21 января 1874, Вежхославице, ок. Тарнува, Австро-Венгрия — 31 октября 1945, Краков, Польша) — польский политический и государственный деятель.

## Биография
Родился в бедной крестьянской семье. Жил в Галиции, которая в то время входила в состав Австро-Венгрии. В 1895—1897 годах служил в Австро-венгерской Армии. Член Польской крестьянской партии (пол. Polskie Stronnictwo Ludowe, PSL) с 1895 года. Один из основателей и лидеров партии «Пяст» (1913—1931). Депутат Галицкого сейма в 1908—1914, депутат Рейхсрата в Вене в 1911—1918. Витос также был руководителем Польской ликвидационной комиссии (пол. Polska Komisja Likwidacyjna) в 1918 году, руководителем Польской крестьянской партии «Пяст» (пол. Polskie Stronnictwo Ludowe „Piast”) и депутатом Сейма (1919—1930).
Три раза занимал должность премьер-министра Польши: в 1920—1921, 1923 и 1926. Последнее правительство Витоса было свергнуто во время майского переворота Ю. Пилсудского.
Витос был одним из лидеров оппозиции «режиму санации» и главой «Центролева» (Centrolew) в 1929—1930 годах. Он также был одним из основателей Народной партии (пол. Stronnictwo Ludowe, SL). Вскоре после этого на короткое время оказался в заключении, после чего отправился в изгнание в Чехословакию с 1933 года. Вернулся в Польшу в 1939 году. В годы оккупации находился под наблюдением гестапо.
Уже будучи больным, в 1945 году стал одним из вице-председателей Крайовой Рады Народовой (пол. Krajowa Rada Narodowa, KRN).

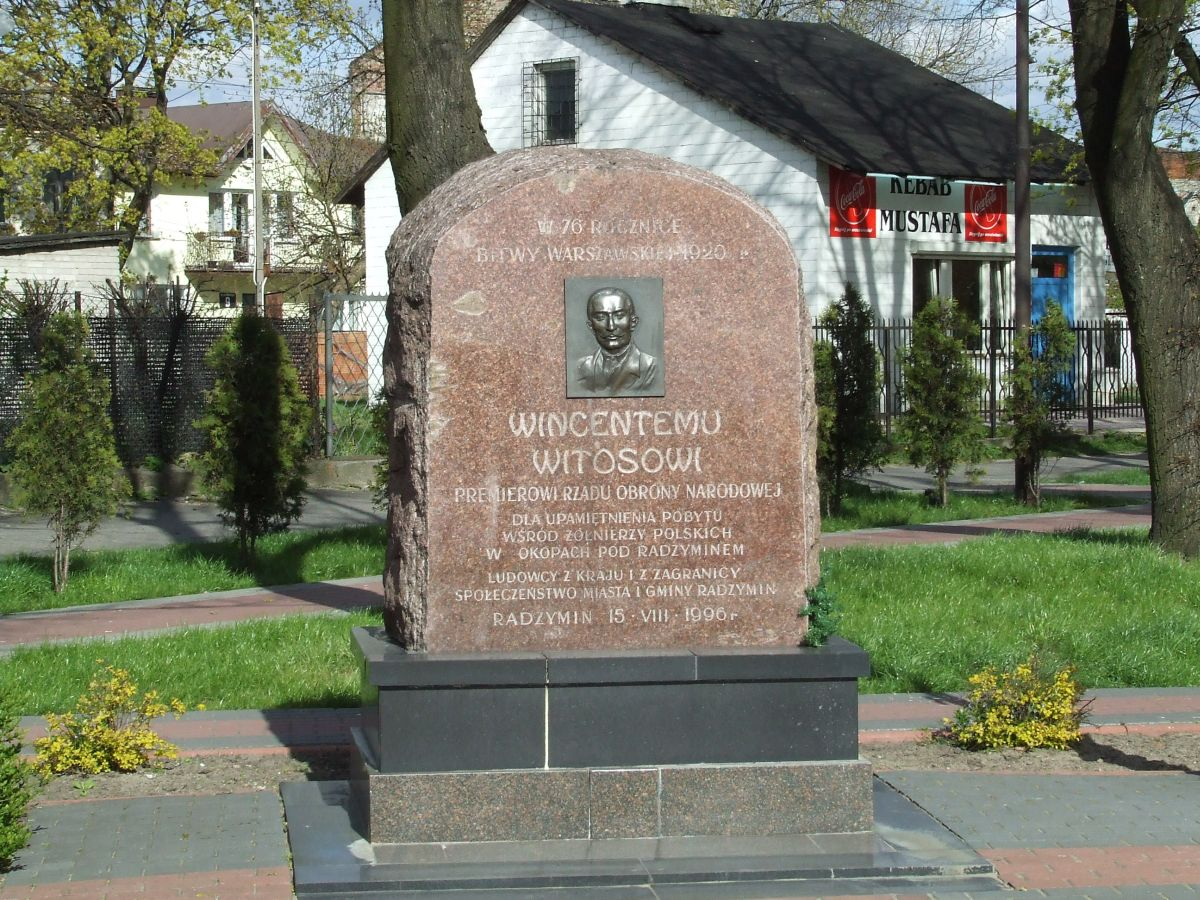
Радзымин, обелиск в память посещения Винцентом Витосом линии фронта в 1920 году
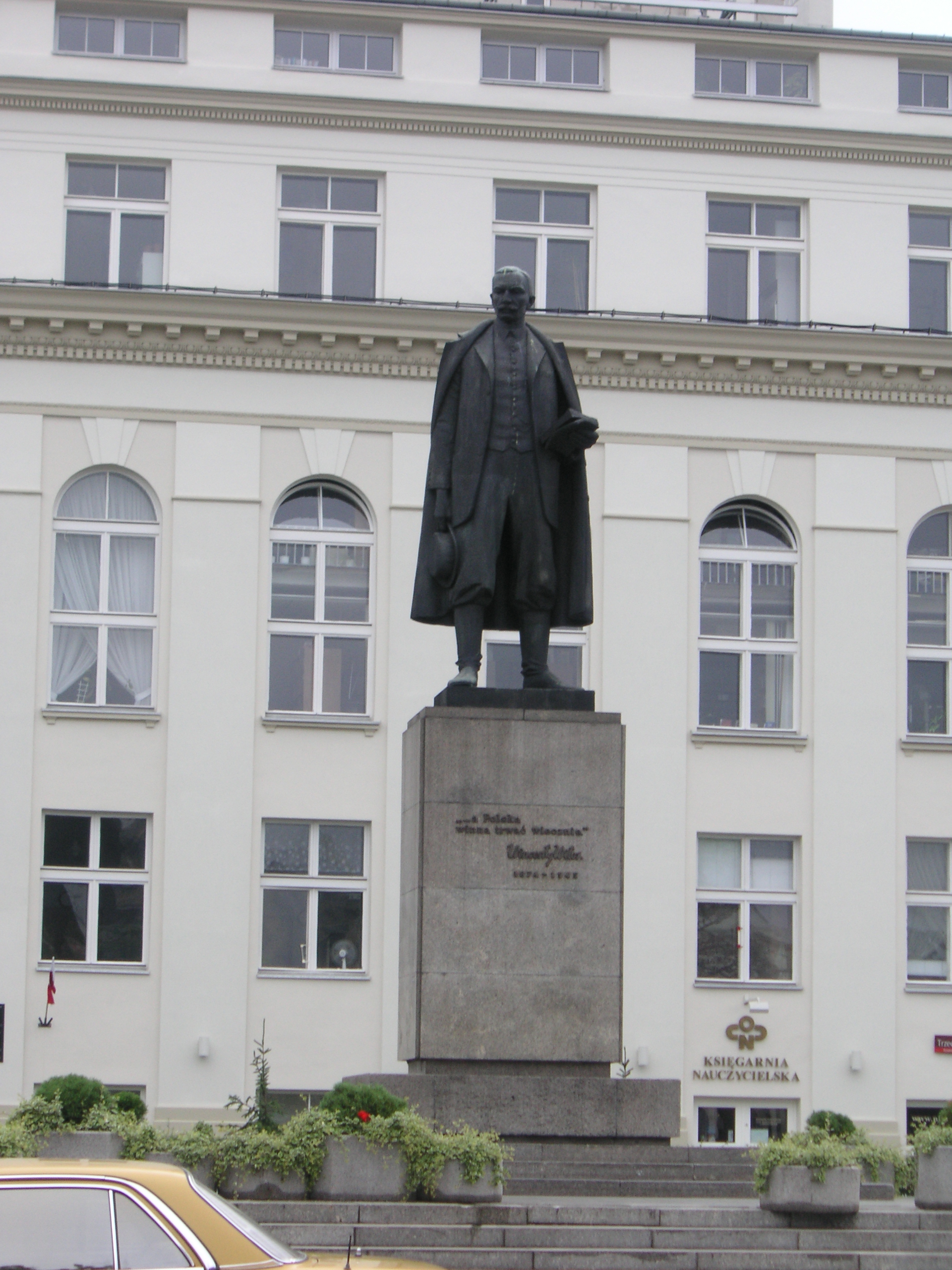
Памятник Витосу в Варшаве
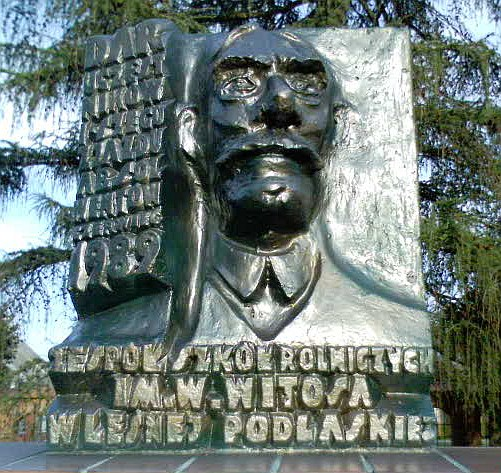
Лесьна-Подляска. Памятник Витосу — попечителю местного Объединения сельскохозяйственных школ